# Chartocerus dactylopii
Chartocerus dactylopii är en stekelart som först beskrevs av William Harris Ashmead 1900.  Chartocerus dactylopii ingår i släktet Chartocerus och familjen långklubbsteklar. Inga underarter finns listade i Catalogue of Life.